# نگهداری زیستی

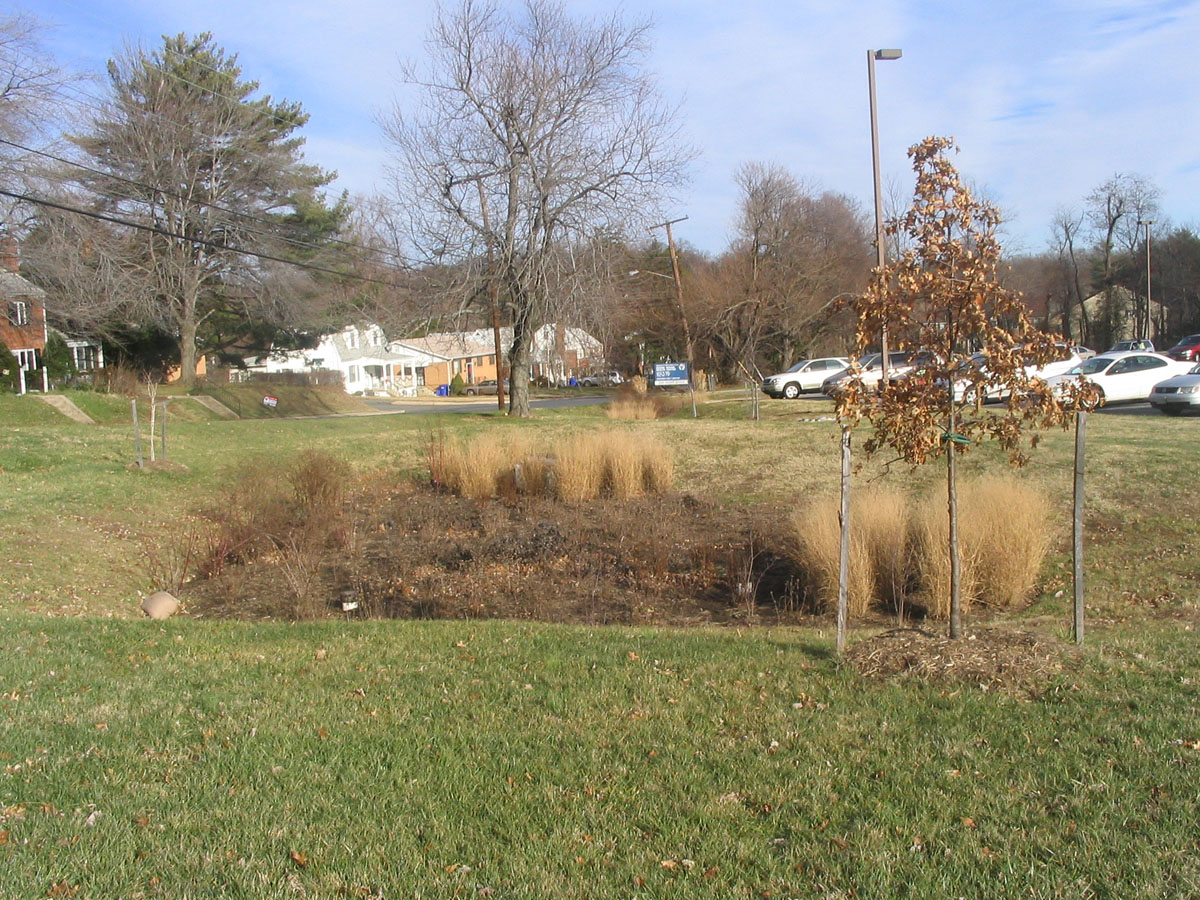
یک واحد نگهداری زیستی، که باغ بارانی نیز نامیده می‌شود در ایالات متحده آمریکا. این واحد برای درمان رواناب سطحی آلوده از پارکینگ کناری طراحی شده‌ است. گیاهان در خواب زمستانه هستند.

نگهداری زیستی یا حفظ حیات (به انگلیسی: Bioretention) فرایندی است که در آن آلاینده‌ها و رسوب -از جریان فاضلاب ناشی از بارندگی حذف شده باشند. فاضلاب ناشی از بارندگی د ر مناطقی که نواری از چمن – بستر شن و ماسه – برکه لایه‌های الی – ماده شیمیایی – هر یک از اجزای منطقه خاک کشاورزی و گیاهان باشد- انباشته می‌شود. این جریان ابتدا از بستر شن عبور می‌کند که سرعت و شدت جریان را آهسته می‌کند و در مناطقی که شامل لایه‌های آلی یا پوشش گیاهی و خاکی که در زیر گیاهان است پخش می‌شود. مناطق نفوذپذیر درجه‌بندی می‌شوند. آب به عمق ۱۵ سانتی‌متر نفوذ می‌کند و آرام آرام به مناطق نگهداری زیستی منتشر می‌شوند. مناطق نگهداری زیستی جریان به گونه‌ای عمل می‌کنند که جریان اضافی را از خود دور می‌کنند. آب ذخیره شده در مناطق نگهداری زیستی پس از چند روز به خاک زیرین می‌رسد.

## فیلتر کردن
هر یک از اجزای مناطق نگهداری زیستی طوری طراحی شده‌اند که هر کدام عملکرد خاصی دارند. بخش میانی چمن خاک رس در خاک جریان ورودی را کاهش می‌دهد و ذرات ریز درون جریان را فیلتر می‌کند. بستر شن سرعت را کاهش می‌دهد ذرات را فیلتر می‌کند و جریان را به سمت مناطق نگهداری زیستی هدایت می‌کند. هوادهی و زهکشی خاک محصولات در نیم متری بستر شن اتفاق می‌افتد. مناطق گودالی انبار آبی را فراهم می‌کنند که عمل تصفیه جریان آب انجام شود؛ و برخی از ذرات در بستر شن یا حاشیهٔ چمن تصفیه نمی‌شود. لایه‌های آلی و شیمیایی آلاینده‌هایی را تصفیه می‌کنند و محیطی را به وجود می‌آورند که باعث رشد میکروارگانیسم‌هایی شود و تولیدات نفتی را کاهش دهد. این لایه مانند لایه لاشبرگ جنگل هستند و از فرسایش و خشک شدن خاک زیرین جلوگیری می‌کنند. پوشش گیاهی مانع فرسایش می‌شوند. حداکثر جریانی که باعث فرسایش زمین‌های دارای پوشش گیاهی می‌شود ۰٫۳ متر بر ثانیه است و برای مالپ یا مواد شیمیایی ۰٫۹ متر در ثانیه است.
خاک رس موجود در خاک محصولات مکانی را برای جذب هیدروکربن – فلزات- مواد مغذی و دیگر مواد آلاینده فراهم می‌کند. برخی از انبار فاضلاب ناشی از فاضلاب توسط مخازنی در خاک محصولات به وجود می‌آیند. طراحی مناطق نگهداری زیستی بعد از محدودیت‌های مکانی تعیین می‌شود مانند مناطق خوب خاک‌های زیرین-پوشش گیاهی و زهکشی. مکان‌های با خاک رس برای مناطق نگهداری زیستی مناسب هستند زیرا خاک حفاری شده توانایی استفاده برای کاشت گیاهان را دارند؛ بنابراین هزینهٔ واردات خاک کاشت را حذف می‌کند.

## بازسازی فلزات سنگین
فلزات ناشی از آلاینده مانند روی، سرب و مس در جریان آب ناشی از بارندگی از سطوح غیرقابل نفوذ (به عنوان مثال جاده‌ها و پیاده‌رو) کشف شده‌اند. سیستم‌های تصفیه مانند باغ باران و کشتار آب باران با استفاده از یک لایه نگهداری زیستی برای حذف فلزات سنگین در جریان فاضلاب ناشی از بارندگی مورد استفاده قرار می‌گیرند. . فرم محلول فلزات سنگین ممکن است به ذرات رسوب در جاده برود و سپس توسط سیستم نگهداری زیستی جذب شود. . علاوه بر این، فلزات سنگین ممکن است به ذرات خاک در لایه نگهداری زیستی جذب شوند. در تجربیات آزمایشگاهی، سلول‌های نگهداری زیستی، ۸۸٪, ۹۴٪,، ۹۵٪ و> ۹۵ درصد از روی، مس، سرب و کادمیوم، را به ترتیب از آب می‌گیرند. در حالی که این یک منفعت بزرگ برای بهبود کیفیت آب است، سیستم‌های نگهداری زیستی یک ظرفیت محدود برای بدست آوردن فلزات سنگین دارند. این در نهایت کنترل طول عمر سیستم‌های نگهداری زیستی، را کنترل می‌کند به ویژه در مناطق با بارش‌های سنگین حاوی فلز.
حذف فلز توسط واحدهایی نگهداری زیستی در آب و هوای سرد مشابه یا کمی کمتر از محیط‌های گرم بود. گیاهان در فصول سرد کمتر فعال هستند، واین نشان می‌دهد که بسیاری از فلزات سنگین در سیستم نگهداری زیستی بیشتر جذب می‌شوند نسبت به مقداری که توسط ریشه گیاه گرفته می‌شوند؛ بنابراین، حذف و جایگزینی لایه نگهداری زیستی در مناطقی با آلاینده فلزات سنگین در جریان آب باران لازم خواهد شد تا به گسترش عمر سیستم کمک کنند.

## لینک‌های خروجی
- Combating Climate Change with Landscape Architecture; Resource Guide - American Society of Landscape Architects